# Westland Marathon 1978
De Westland Marathon 1978 werd gehouden op zaterdag 15 april 1978. Het was de negende editie van deze marathon. Start en finish vonden plaats in Maassluis.
Na 5 kilometer ontstond een kopgroep van drie lopers, bestaande uit een Turk, Veli Balli en twee Nederlanders, Cor Vriend en Roelof Veld. Vriend en Veld probeerden tevergeefs aan te klampen. Balli won de wedstrijd in 2:16.11. Op de finish had hij slechts vier seconden voorsprong op Cor Vriend. Bij de vrouwen zegevierde de Nederlandse Tine Bronswijk. Ze finishte in 3:32.05.
Er finishten 200 deelnemers, waarvan 198 mannen en twee vrouwen.

## Uitslagen

### Mannen
| rang   | naam              | land | tijd    |
| ------ | ----------------- | ---- | ------- |
| Goud   | Veli Balli        | TUR  | 2:16.11 |
| Zilver | Cor Vriend        | NED  | 2:16.15 |
| Brons  | Roelof Veld       | NED  | 2:17.03 |
| 4      | Peter Kooi        | NED  | 2:25.53 |
| 5      | Henk van der Hoek | NED  | 2:24.57 |
| 6      | Herbert Kosmala   | LUX  | 2:25.11 |
| 7      | Wies van Houte    | NED  | 2:25.16 |
| 8      | Joe Keating       | ENG  | 2:26.13 |
| 9      | Johan Kijne       | NED  | 2:28.09 |
| 10     | Cliff Beauvais    | ENG  | 2:28.15 |

### Vrouwen
| rang | naam           | land | tijd    |
| ---- | -------------- | ---- | ------- |
| Goud | Tine Bronswijk | NED  | 3:32.05 |

1969 ·
1970 ·
1971 ·
1972 ·
1973 ·
1974 ·
1975 ·
1976 ·
1977 ·
1978 ·
1979 ·
1980 ·
1981 ·
1982 ·
1983 ·
1984 ·
1985 ·
1986 ·
1987 ·
1988 ·
1989 ·
1990 ·
1991 ·
1992 ·
1993 ·
1994 ·
1995 ·
1996 ·
1997 ·
2014